# Lalande-de-Pomerol
Lalande-de-Pomerol – miejscowość i gmina we Francji, w regionie Nowa Akwitania, w departamencie Żyronda.
Według danych na rok 1990 gminę zamieszkiwało 715 osób, a gęstość zaludnienia wynosiła 87 osób/km² (wśród 2290 gmin Akwitanii Lalande-de-Pomerol plasuje się na 568. miejscu pod względem liczby ludności, natomiast pod względem powierzchni na miejscu 1187.).